# Морыто, Станислав
Станислав Морыто (пол. Stanisław Moryto; 8 мая 1947, Лонцк — 5 июня 2018) — польский органист, композитор и музыкальный педагог; профессор и ректор Музыкального университета имени Фредерика Шопена.

## Биография
Окончил Варшавскую музыкальную академию в 1971 году как органист, в 1974 как композитор. Начав концертную деятельность ещё будучи студентом, Морыто много выступал как в Польше, так и в других европейских странах. Он осуществил ряд записей органной музыки для польского и немецкого радио.
Музыкальные произведения Станислава Морыто исполнялись во многих странах мира. Как композитор он многократно становился лауреатом конкурсов (1975, 1978, 1981, 1982, 1984, 1985, 1986, 1987). Кроме того он награждён рядом наград нескольких польских музыкальных организаций.
С 1973 под 1981 год Станислав Морыто был президентом Польской ассоциации молодых музыкантов, с 1981 по 1997 — президентом Польского музыкального института. Он — основатель и руководитель фестиваля органной музыки в Легнице. С 1996 по 2000 год Морыто выполнял обязанности проректора Варшавской музыкальной академии имени Шопена, с 2002 по 2005 занимал должность декана факультета композиции, дирижирования и теории музыки. С 2005 Станислав Морыто — ректор этого учебного заведения. Он также преподавал в варшавской музыкальной школе имени Юзефа Эльснера.